# Yushu (Qinghai)
Yushu (Forenklet kinesisk: 玉树; traditionel kinesisk: 玉樹; pinyin: Yùshù; tibetansk : ཡུལ་; Wylie: Yul-shul) er et autonomt præfektur for tibetanere i provinsen Qinghai i det vestlige Kina. Det har et areal er på 267.000 km² , og en befolkning på 260.000 mennesker i 2004.
Den Gule Flod har sit udspring i præfekturet, i Bayan Harbjergene, og floden Mekong, i Kina kaldt Lancang Jiang, har sine kilder i amtet Yushu i Zadoisbjergene.
14. april 2010 var der kl. 7:49 lokal tid, et voldsomt jordskælv i Yushu området, hvor omkring 400 blev dræbt, og 10.000 mennesker skadet.

## Administrative enheder
Det autonome præfektur Yushu har jurisdiktion over 6 amter (县 xiàn).
| Kort            | Kort     | Kort     | Kort          | Kort         | Kort                | Kort                   | Kort        | Kort      |
| --------------- | -------- | -------- | ------------- | ------------ | ------------------- | ---------------------- | ----------- | --------- |
| Kort over Yushu |          |          |               |              |                     |                        |             |           |
| #               | Navn     | Hanzi    | Pinyin        | Tibetansk    | Wylie               | Befolkning (2003 est.) | Areal (km²) | Indb./km² |
| Amter           |          |          |               |              |                     |                        |             |           |
| 1               | Yushu    | 玉树县   | Yùshù Xiàn    | ཡུས་ཧྲུའུ་རྫོང་    | yus hru'u rdzong    | 80.000                 | 13.462      | 6         |
| 2               | Zadoi    | 杂多县   | Záduō Xiàn    | རྫ་སྟོད་རྫོང་     | rdza stod rdzong    | 40.000                 | 33.333      | 1         |
| 3               | Chindu   | 称多县   | Chēngduō Xiàn | ཁྲི་འདུ་རྫོང་     | khri 'du rdzong     | 40.000                 | 13.793      | 3         |
| 4               | Zhidoi   | 治多县   | Zhìduō Xiàn   | འབྲི་སྟོད་རྫོང་    | 'bri stod rdzong    | 20.000                 | 66.667      | <1        |
| 5               | Nangqên  | 囊谦县   | Nángqiān Xiàn | ནང་ཆེན་རྫོང་    | nang chen rdzong    | 70.000                 | 11.539      | 6         |
| 6               | Qumarleb | 曲麻莱县 | Qūmálái Xiàn  | ཆུ་དམར་ལེབ་རྫོང་ | chu dmar leb rdzong | 20.000                 | 50.000      | <1        |

## Trafik
Kinas rigsvej 214 løber gennem området. Den fører fra Xining i provinsen Qinghai til Jinghong i Yunnan.